# Guilleminbrug
De Guilleminbrug is een stalen liggerbrug over de Dender in de gemeente Geraardsbergen. De brug heeft een totale lengte van 60 m en drie overspanningen: twee zij-overspanningen van 16 m elk en een middenoverspanning van 28 m. De doorvaarthoogte onder de brug bedraagt 6 m.